# Természettudományi Könyvkiadó Vállalat
A Természettudományi Könyvkiadó Vállalat a 19. század második felének és a 20. század első felének egyik jelentős magyar tudományos könyvsorozata.

## Története, jellemzői
A Királyi Magyar Természettudományi Társulat 1841-ben jött létre, és az általa indított Természettudományi Közlöny nagy sikere  hívta életre a Természettudományi Könyvkiadó Vállalatot Dapsy László indítványára 1870-ben. Új közönségét —  hiszen a Kiadóvállalat  könyvei rendes könyvkereskedői forgalomba nem kerültek — a Közlönyhöz hasonlóan ugyancsak azzal hódította meg, hogy kiadványai tartalom, alak  és nyelvezet dolgában az ismeretterjesztő munkálkodás példaképei tudtak lenni. Itt jelentek meg a „természettudományok századának" úttörő nagy munkái magyar fordításban. Darwin, Helmholtz, Reclus, Brehm, Stein, Poincaré világképet formáló műveit a Könyvkiadó Vállalat ismertette meg a művelt magyar közönséggel. 1872-től 1928-ig 50 fordított és 35 eredeti, összesen 85 művel 95 kötetben gazdagította a magyar természettudományi irodalmat. Itt jelentek meg a magyar tudósok műveinek válogatott sorozatai is. Hermann Ottó legjelesebb műveit a Könyvkiadó Vállalat adta át a nyilvánosságnak. Lóczy Lajos világirodalmi jelentőségű Kínai birodalmát, Almásy György ázsiai vándorútját és Stein Aurél egyik legérdekesebb felfedezését, a Belsőázsiai romvárosokat innen ismerte meg a magyar közönség. Felbecsülhetetlen azoknak a tudományos monográfiáknak az értéke, amelyek jórészt országos támogatással, mint külön kiadványok jelentek meg. Bartsch, Dada, Entz, Francé, Herman, Horváth, Kohaut, Pungur, Zimmermann zoológiai; Filarszky, Hazslinszky, Hollós, Simonkai botanikai; Hidegh, Inkey, Kerpely, Krenner, László,  Maderspach, Pethő, Primics, Szádeczky, Toborffy ásványtani és geológiai; Hegyfoky, Héjjas, Róna, Schenzl meteorológiai és geofizikai munkái Magyarország természeti viszonyainak megismerése céljából nélkülözhetetlen forrásmunkák.
A sorozat az 1940-es évekig jelent meg, és nagy számú geológiai, mineralógia, csillagászati, meteorológiai, biológiai, fizikai, technikai; sőt néprajzi és tudománytörténeti műveket foglalt magában. A nemritkán 6–700 oldalas kötetek sokszor fényezett papíron, számos képmelléklettel, sorozatdíszítéssel, illetve az 1900-as évek elejétől kötetenként különböző díszítéssel kerültek forgalomba.
A korabeli társadalomtudományi témakörű művek a A Magyar Tudományos Akadémia Könyvkiadó Vállalatnál jelentek meg.

## Fakszimile és elektronikus kiadások
A teljes sorozatnak csak csekély része, néhány kötet jelent meg új, fakszimile kiadásban – különböző kiadóknál – az 1980-as évektől:
- Rapaics Raymund: A magyarság virágai, Állami Könyvterjesztő Vállalat, Budapest, 1986
- Wagner János: Magyarország virágos növényei, Állami Könyvterjesztő Vállalat, Budapest, 1988
- Herman Ottó: A magyar halászat könyve, Aréna Kiadó, Budapest, 1991
- Schmidt Sándor: A drágakövek, Novorg Kft., Budapest, 1991
- Abafi-Aigner Lajos: Magyarország lepkéi, Műszaki Könyvkiadó, Budapest, 1990-es évek
- Herman Ottó: A madarak hasznáról és káráról, Magyar Környezeti Nevelési Egyesület, Szekszárd, 1998
- Herman Ottó: A magyar pásztorok nyelvkincse, Históriaantik Könyvesház, Budapest, 2011
- Dr. Alfred Lehmann: Babona és varázslat, Hermit Könyvkiadó Bt., 2015

## A sorozat kötetei
A sorozat a jelenleg fellehető források alapján a következő köteteket tartalmazta kiadási sorrendben:
| - 1. Bernhard von Cotta: A jelen geológiája, 1872 - 2–3. Charles Darwin: A fajok eredete, 1873–1874 - 4. Th. H. Huxley: Előadások az elemi élettan köréből, 1873 - 5. John Tyndall: A hő mint a mozgás egyik neme, 1874 - 6. H. Helmholtz: Népszerű tudományos előadások I–II., 1874 - 7. Természettudományi értekezések Arago, Bessel, Dove, Haeckel, Heer, Herschel, Humboldt, Kirchhoff, Liebig, Lyell, Melloni, Virchow népszerű munkáiból, 1875 - 8. Proctor Richard: Más világok mint a mienk, 1875 - 9–10. John Lubbock: A történelem előtti idők I–II., 1876 - 11. Greguss Gyula összegyűjtött értekezései: emlékbeszéddel Greguss Ágosttól, 1876 - 12. Johnson W. Sámuel: Hogy nő a vetés: kézi könyv a növény chemiai alkatáról, szerkezetéről és életéről, mezőgazdasággal foglalkozók számára, 1876 - 13. Smith Edward: A tápszerek, 1877 - 14. Népszerű természettudományi előadások Faraday, Helmholtz és Pettenkofer munkáiból, 1878 - 15. Johnson W. Sámuel: Miből lesz a termés: kézi könyv a légkörről és a talajról gazdasági növények táplálása szempontjából, 1878 - 16–17. Elisée Reclus: A föld és életjelenségei I–II., 1879–1880 - 18. Erismann Frigyes: Népszerü egészségtan, 1880 - 19. Topinard Pál: Az anthropológia kézi könyve, 1881 - 20–21. Czógler Alajos: A fizika története életrajzokban I–II., 1882 - 22. Emery Henry: A növények élete: a növényvilág leírása a nagyközönség használatára, 1883 - 23–24. Charles Darwin: Az ember származása és az ivari kiválás I–II., 1884 - 25. Guillemin Amédée: A mágnesség és elektromosság, 1885 - 26. Lóczy Lajos: A khinai birodalom természeti viszonyainak és országainak leírása, 1886 - 27–28. Herman Ottó: A magyar halászat könyve I–II., 1887 - 29. Krümmel Otto: Az óczeán, 1888 - 30. Ilosvay Lajos: A chemia alapelvei, 1888 - 31. Herman Ottó: A halgazdaság rövid foglalatja, 1888 - 32 Kirándulók zsebkönyve: utmutatás ásvány- és földtani gyüjtésekre, magasságmérésekre, állat- és növénytani megfigyelésekre és gyüjtésekre, 1888 - 33. Heller Ágost: Az időjárás, 1888 - 34. Hartmann Róbert: Az emberszabásu majmok és szervezetök, 1888 - 35. Darvai Móric: Üstökösök és meteorok, 1888 - 36. Csopey László – Kuppis József: A világforgalom, 1889 - 37. Lubbock John: A virág, a termés és a levél, 1889 - 38. Houzeau J. C.: A csillagászat történelmi jellemvonásai, 1889 - 39. Simonyi Jenő: A sarkvidéki felfedezések története, 1890 - 40. Rudolf trónörökös: Tizenöt nap a Dunán, 1890 - 41–42. Schmidt Sándor: A drágakövek I–II., 1890 - 43. Gothard Jenő: A fotográfia: gyakorlata és alkalmazása tudományos célokra, 1890 - 44. Reclus Elisée: A hegyek története, 1891 - 45–46. Heller Ágost: A physika története a XIX. században I–II., 1891–1902 - 47. Emlékkönyv a Királyi Magyar Természettudományi Társulat félévszázados jubileumára, 1892 - 48. Brehm Alfred E.: Az Északi-sarktól az Egyenlítőig: népszerű előadások, 1892 - 49. Wartha Vincze: Az agyagipar technológiája, 1892 - 50. Herman Ottó: Az északi madárhegyek tájáról, 1893 - 51. Szabó József: Előadások a geológia köréből, 1893 - 52. Candolle Alphonse de: Termesztett növényeink eredete, 1894 - 53. Reclus Elisée: A patak élete, 1894 - 54. Graber Vitus: Az állatok mechanikai műszerei, 1895 - 55–56. Antonio Róiti: A fizika elemei I–II., 1895 - 57. Klug Nándor: Az érzékszervek élettana, 1896 - 58. Thanhoffer Lajos: Előadások az anatómia köréből, 1896 - 59. Schmidt F.: A gyakorlati fotográfozás kézikönyve, 1897 - 60. Keller Konrád: A tenger élete: botanikai toldalékkal Cramer Károlytól és Schinz Hanstól, 1897 - 61. Freycinet C. de: A természettudományi megismerés alapjai: analizis, mechanika, 1898 - 62. Tissié Ph.: Az elfáradás és a testgyakorlás, 1898 - 63. Laufenauer Károly: Előadások az idegélet világából, 1899 - 64. Alföldy Dénes: A meteorológiai műszerek és elemek, 1899 - 65–66. Lehmann Alfréd: Babona és varázslat I–II., 1900 - 67. Herman Ottó: A madarak hasznáról és káráról, 1901 | - 68. Todd David P.: Népszerű csillagászat, 1901 - 69. Thanhoffer Lajos: Anatómia és divat: három népszerű előadás, 1901 - 70. Herman Ottó: A magyar nép arcza és jelleme, 1902 - 71. Wagner János: Magyarország virágos növényei, 1903 - 72. Almásy György: Vándor-utam Ázsia szivébe, 1903 - 73. G. H. Darwin: A tengerjárás és rokontünemények naprendszerünkben, 1904 - 74. Lampert Kurt: Az édesvizek élete, 1904 - 75. Szutórisz Frigyes: A növényvilág és az ember: művelődéstörténeti tanulmányok, 1905 - 76. Ilosvay Lajos: Bevezetés a szerves chemiába. 1., A szénhidrogének, 1905 - 77. Abafi-Aigner Lajos: Magyarország lepkéi, 1907 - 78. Wichelhaus Hans: Népszerű előadások a chemiai technológia köréből, 1908 - 79. Poincaré Henri: Tudomány és föltevés, 1908 - 80. Mágócsy-Dietz Sándor: A növények táplálkozása tekintettel a gazdasági növényekre, 1909 - 81. Berget Alfonz: A földgömb és a légkör fizikája, 1909 - 82. Zemplén Győző: Az elektromosság és gyakorlati alkalmazásai, 1910 - 83. Walther Johannes: A föld és az élet története, 1911 - 84. Berget Alfonz: Léghajózás és repülés, 1911 - 85. Richard J.: Óceánográfia, 1912 - 86. Soddy Frederick: A rádium, 1912 - 87. Aujeszky Aladár: A baktériumok természetrajza, 1912 - 88. Stein Aurél: Romvárosok Ázsia sivatagjaiban, 1913 - 89. Herman Ottó: A magyar pásztorok nyelvkincse, 1914 - 90. Scheiner J.: Népszerű asztrofizika, 1916 - 91. Howard L. O.: A házilégy életmódja, fertőző betegségeket terjesztő szerepe és irtásának módja, 1917 - 92. Schaffer F.: Általános geológia, 1919 - 93. Göldi A. Emil: A rovarok szerepe a betegségek előidézésben és terjesztésében, 1925 - 94. Hans Molisch: Növényélettan, mint a kertészet elmélete, 1926 - 95. Lovassy Sándor: Magyarország gerinces állatai, és gazdasági vonatkozásaik, 1927 - 96. Szathmáry László: Magyar alkémisták, 1928 - 97. Punnett R. C.: Az átöröklés, 1928 - 98. Molisch Hans: A felkelő nap országában, 1930 - 99. Ent Géza – Soós Lajos: Élet a tengerben, 1931 - 100. James Kendall: Az atómok világában, 1932 - 101. Rapaics Raymund: A magyarság virágai: a virágkultusz története, 1932 - 102. James Jeans: A világegyetem, 1933 - 103. Császár Elemér: A röntgensugárzás és gyakorlati alkalmazása, 1934 - 104. Koch Sándor: A drágakövek különös tekintettel a mesterséges drágakövekre, 1935 - 105. Zboray Ernő: Tizenöt év Jáva szigetén, 1936 - 106. William Beebe: Félmérföldnyire a tenger színe alatt, 1937 - 107. L. M. Nesbitt: Az ismeretlen Abesszínia, 1937 - 108. L. Nauwelaerts: Harc a petróleumért, 1937 - 109. H. Gordon Garbedian: A természettudomány legújabb állomásai, 1937 - 110. Charles Fitzhugh Talman: A levegő birodalma, 1938 - 111. Paul Karlson: A gépmadár, 1938 - 112. Stephen Miall – Laurence Mackenzie Miall: Anyag és élet, 1939 - 113. Lengyel Béla: Világhódító ipari anyagok, 1939 - 114. Tasnádi-Kubacska András: A mondák állatvilága, 1939 - 115. Kol Erzsébet: Tiszaparttól Alaszkáig, 1940 - 116. Sure Barnett: Az élet intézői, 1940 - 117. Rapaics Raymund: A magyar gyümölcs, 1940 - 118. R. Gheyselinck: A nyughatatlan föld, 1941 - 119. W. King Gregory – C. H. Raven: Gorillák nyomában, 1940 - 120. Lohr Ferenc: A filmszalag útja, 1941 - 121–122. Kulin György: A távcső világa I–II., 1941 - 123. Husz Béla: A beteg növény és gyógyítása, 1941 - 124. Entz Géza – Sebestyén Olga: A Balaton élete, 1942 - 125. Pénzes Antal: Budapest élővilága, 1942 - 126. Franz Krbek: A fizika mint élmény, 1943 - 127. Gaál István: Szép magyar tájak, 1944 - 128. Renner János: A fizika elemei, 1944 - 129. Zimmermann Ágoston – Zimmermann Gusztáv: A házimacska, 1944 - 130. Erdey-Grúz Tibor: Atomok és molekulák, 1946 |